# Eumichtis variabile
Eumichtis variabile là một loài bướm đêm trong họ Noctuidae.